# Kuzie (województwo podlaskie)
Kuzie – wieś w Polsce położona w województwie podlaskim, w powiecie łomżyńskim, w gminie Zbójna.
| SIMC    | Nazwa    | Rodzaj    |
| ------- | -------- | --------- |
| 0412381 | Brzeziny | część wsi |
| 0412398 | Mięgosz  | część wsi |
| 0412406 | Pola     | część wsi |

## Historia
W latach 1921–1939 wieś leżała w województwie białostockim, w powiecie kolneńskim (od 1932 w powiecie ostrołęckim), w gminie Gawrychy.
Według Powszechnego Spisu Ludności z 1921 roku zamieszkiwało tu 716 osób, 640 było wyznania rzymskokatolickiego, 3 ewangelickiego, a 73 mojżeszowego. Jednocześnie 658 mieszkańców zadeklarowało polską przynależność narodową, a 58 żydowską. Było tu 116 budynków mieszkalnych. Miejscowość należała do miejscowej parafii rzymskokatolickiej. Podlegała pod Sąd Grodzki w Kolnie i Okręgowy w Łomży; właściwy urząd pocztowy mieścił się w m. Zbójna.
W wyniku agresji Niemiec we wrześniu 1939 miejscowość znalazła się pod okupacją niemiecką. Została włączona w skład III Rzeszy.
W latach 1954–1971 wieś należała i była siedzibą władz gromady Kuzie, po jej zniesieniu w gromadzie Lipniki. W latach 1975–1998 miejscowość administracyjnie należała do województwa łomżyńskiego.
W Kuziach znajduje się kościół parafialny MB Różańcowej. W strukturze kościoła rzymskokatolickiego parafia należy do metropolii białostockiej, diecezji łomżyńskiej, dekanatu Myszyniec.
W Kuziach znajduje się również ochotnicza straż pożarna oraz szkoła podstawowa.

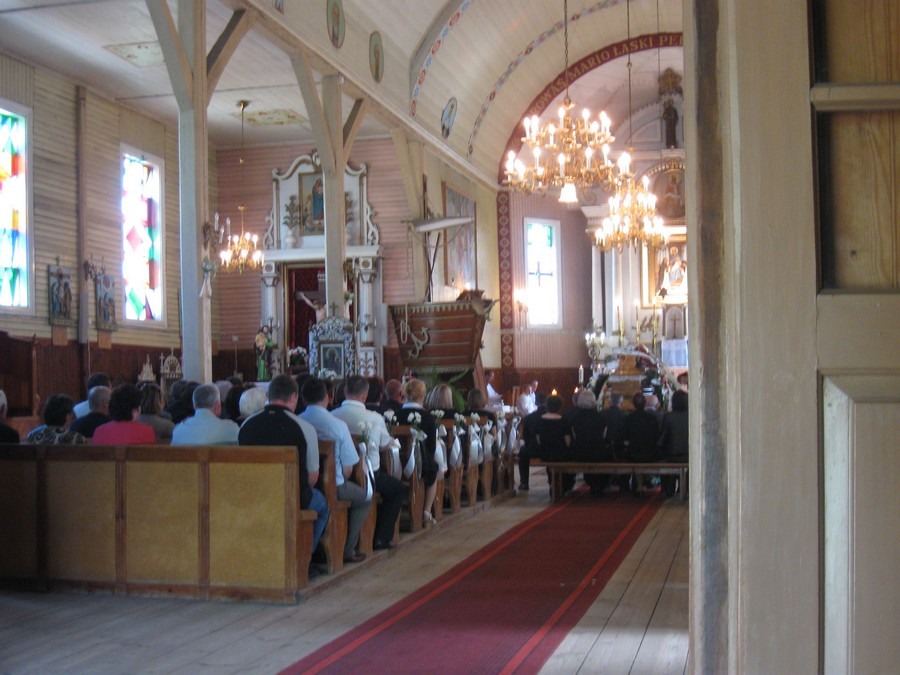
Wnętrze kościółka